# Horst Knietzsch
Horst Knietzsch (* 5. Januar 1927; † 16. Januar 2005) war ein deutscher Filmkritiker und Autor. Er galt als einer der einflussreichsten Filmkritiker der Deutschen Demokratischen Republik.

## Leben
Nach seiner Rückkehr aus dem Zweiten Weltkrieg begann er zunächst für Zeitungen seiner Heimatstadt Lutherstadt Eisleben und in Halle (Saale) zu schreiben.
Seit Mitte der 1950er Jahre schrieb er für das Neue Deutschland. Neben seiner journalistischen Tätigkeit für das Neue Deutschland und den Filmspiegel gab er seit 1970 den jährlich im Henschel-Verlag erscheinenden Kino- und Fernsehalmanach Prisma heraus und veröffentlichte einige eigene Bücher. Knietzsch wirkte lange Zeit in der internationalen Filmkritiker-Organisation mit, deren DDR-Sektion er jahrelang leitete. Unter anderem war er Vorsitzender der Spielfilm-Jury des Nationalen Spielfilmfestivals der DDR. Nach 1990 publizierte er nur noch gelegentlich kulturpolitische Kommentare und Interviews, vor allem zu Arbeiten des Goethe-Instituts.
In seinen Tageskritiken des Neuen Deutschlands vertrat er nicht selten parteitreue Positionen, in denen Filme und Filmemacher, die sich zu kritisch mit der DDR-Realität auseinandersetzten, gemaßregelt wurden. Insbesondere ist dies in den Auseinandersetzungen um die Filme Insel der Schwäne (1983), Erscheinen Pflicht (1984) und Der Frühling braucht Zeit (1965) zu beobachten. In seinen Buchveröffentlichungen öffnete er dagegen den Blick auf internationale Produktionen weit über das Angebot des DDR-Kinos hinaus.
Sein Privatarchiv mit zahlreichen Dokumenten deutscher und ausländischer Filmschaffender befindet sich im Besitz des Filmmuseums Potsdam.

## Werke
- Film – gestern und heute. Gedanken und Daten zu sieben Jahrzehnten Geschichte der Filmkunst, Urania-Verlag; Leipzig Jena Berlin; 1963 2., verbesserte und erweiterte Aufl. 573 Seiten,
- Film: gestern und heute. Gedanken und Daten zu sieben Jahrzehnten Geschichte der Filmkunst, Leipzig [u. a.]: Urania-Verl., 1967 3., neu bearb. u. erw. Aufl.
- Filmgeschichte in Bildern / Ausw. und Kommentar von Horst Knietzsch, Berlin: Henschel, 1984 1. Aufl. der stark bearb. und erw. Ausg.
- Wolfgang Staudte Berlin: Henschelverl., 1966